# Moni Pantokratoros

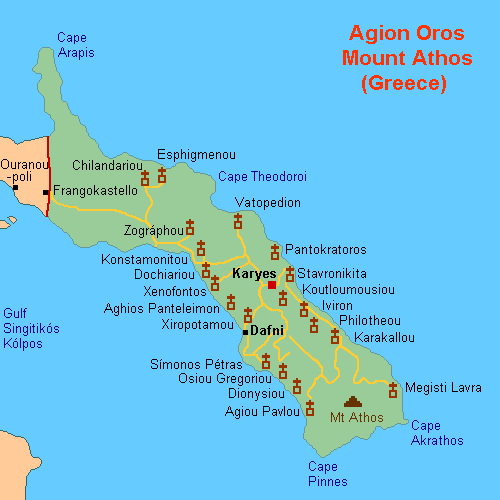
Karte der Klöster auf Athos

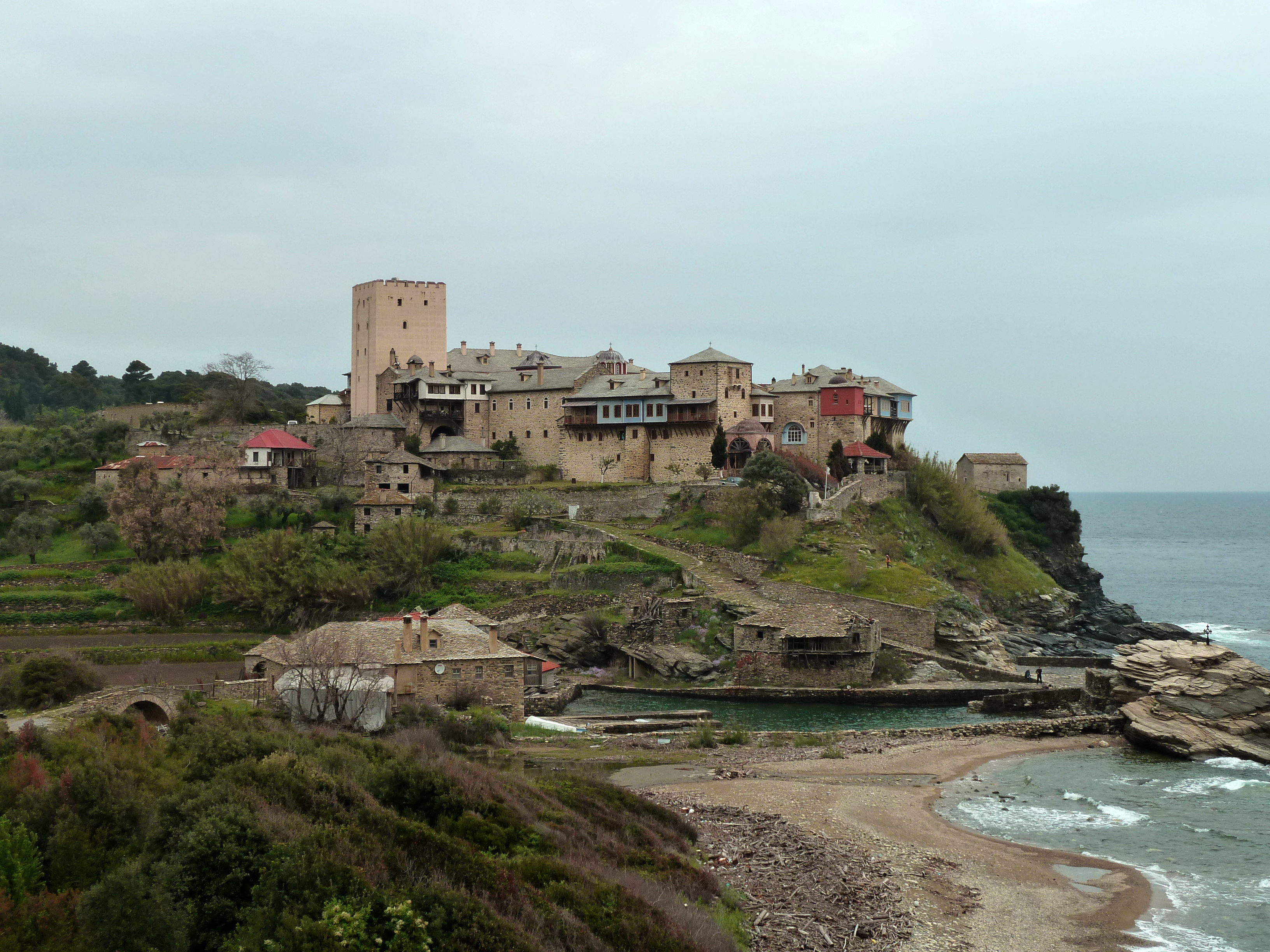
Moni Pantokratoros – Ansicht aus südwestlicher Richtung

Das Pantokrator-Kloster (griechisch Μονή Παντοκράτορος Moní Pantokrátoros) ist ein orthodoxes Kloster auf dem Berg Athos in Griechenland. Es befindet sich auf der nordöstlichen Seite der Halbinsel und ist der Verklärung des Herrn (6. August) gewidmet. In der Rangfolge der zwanzig Klöster auf dem Athos nimmt es den siebten Platz ein. Im Jahr 1997 arbeiteten etwa 15 Mönche im Kloster.

## Geschichte

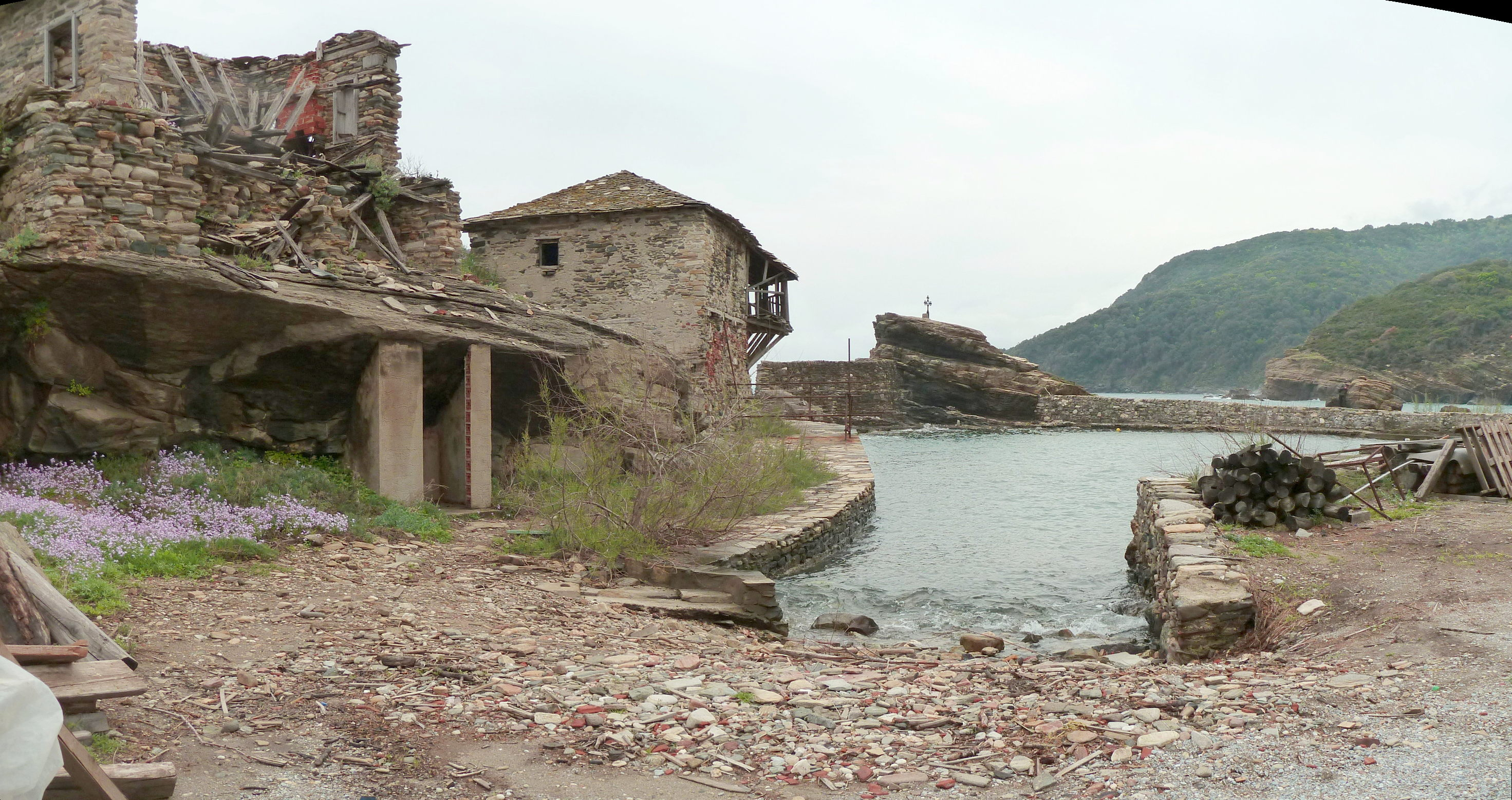
Hafen des Klosters (2011)

Das Kloster wurde zwischen April und August 1357 von den Brüdern Alexios und Johannes, zwei Mönchen griechischer Herkunft und Verwandte des byzantinischen Kaisers Johannes V., gegründet. Alexios war vormals Groß-Stratopedarchis (kaiserlicher General), Johannes Groß-Primikerios (Kanzler) gewesen.

## Bauten, Ausstattung, Bibliothek

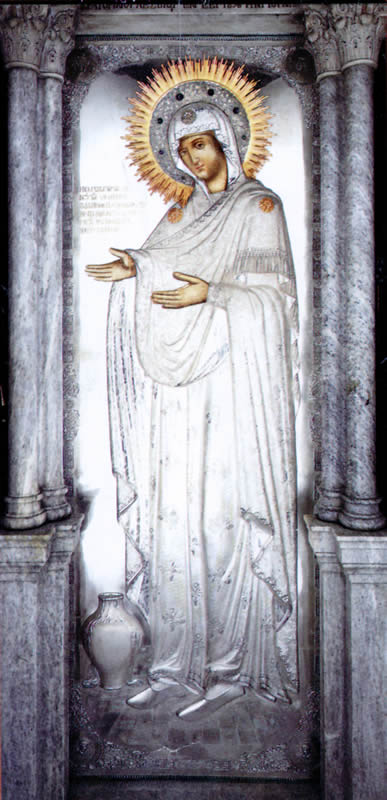
Wundertätige Gottesmutter von Pantokrátoros « Geróntissa »

Das der Verklärung Christi geweihte Katholikon des Klosters wurde 1363 erbaut und verfügt über eine Vielzahl von wertvollen Fresken, teils aus der Erbauungszeit.
Am linken Vierungspfeiler des Katholikons befindet sich die wundertätige Ikone Panagia Gerontissa, die einem Klosterältesten (griechisch: Gèron) aus der Not geholfen haben soll und deswegen den Namen Gerontissa erhielt.
In der Bibliothek befinden sich circa 350 Manuskripte und 3500 gedruckte Bücher. Die Dokumente des Klosters sind in Griechisch und Türkisch geschrieben.
Zum Pantokrator-Kloster gehören verschiedene Skiten: u. a. Skiti Profítou Ilíou (Σκήτη Προφήτου Ηλíου), Skiti Axion Estin (Σκήτη Άξιον Εστίν).

## Manuskripte
- Unzial 051